# 福建过路黄
福建过路黄（学名：Lysimachia fukienensis）为报春花科珍珠菜属的植物，是中国的特有植物。分布在中国大陆的江西、广东、浙江、福建等地，生长于海拔500米至1,000米的地区，常生长在草丛中、山坡林缘或山谷溪边，目前尚未由人工引种栽培。

## 别名
福建排草（中国高等植物图鉴）